# Joan Smalls
Joan Rodriguez Smalls, plus connue sous le nom de Joan Smalls, est un mannequin portoricain né à Porto Rico le 11 juillet 1988. Elle a posé et défilé pour les plus grandes marques comme Chanel ou Balmain.

## Biographie

### Enfance
Elle grandit à Porto Rico au sein d'une famille modeste. Elle décide de devenir mannequin afin d'offrir une vie plus confortable à sa famille.

### Carrière
Joan Smalls s'installe à New York où elle suit des cours de psychologie tout en multipliant les castings. Elle signe ensuite avec l'agence Elite. Elle pose d'abord pour des catalogues et devient l'égérie de la marque Ports 1961.
En 2009, elle signe avec l'agence IMG Models. Cette dernière la présentera à Riccardo Tisci, directeur artistique de la maison Givenchy, qui la fera défiler en exclusivité pour Givenchy haute couture durant la fashion week parisienne de janvier 2010. En février de la même année, elle défile pour les plus grandes maisons de prêt-à-porter dont Gucci, Burberry, Prada et Yves Saint Laurent.
Elle enchaîne par la suite les défilés pour des marques telles que Balmain, Jean Paul Gaultier, Isabel Marant, Stella McCartney, Marc Jacobs, Valentino, Louis Vuitton, Viktor & Rolf, Christian Dior ou encore Zac Posen.,
En 2011, elle devient une des égéries de la marque de cosmétiques Estée Lauder et pose avec le chanteur Bruno Mars pour l'édition américaine du magazine Vogue.
En 2012, elle se place en première place dans le classement des mannequins les plus importants selon le site models.com.
La même année, elle présente avec le mannequin Karlie Kloss la série House of Style diffusée sur la chaîne MTV et apparaît dans les campagnes publicitaires des marques Versace et Fendi.
En 2013, elle est le huitième mannequin le mieux payé au monde avec un revenu annuel estimé à 3,5 millions de dollars par le magazine Forbes. L'année suivante, son salaire annuel est estimé à environ 3 millions de dollars.
Elle apparaît avec les mannequins Chanel Iman et Jourdan Dunn dans le clip Yoncé de Beyoncé Knowles.
En 2015, elle est choisie par Zalando pour incarner sa campagne #ShareYourSexy avec Calvin Klein.
En 2016, son salaire annuel est estimé à 4,5 millions de dollars selon Forbes.
Joan Smalls a posé en couverture de nombreux magazines de mode tels que Vogue (Allemagne, Italie, Australie, Mexique, Japon, Corée, Turquie et Brésil), Harper's Bazaar, Dazed & Confused, Elle, GQ (Afrique du Sud), Glamour, W Magazine, i-D, ou encore V Magazine.
Elle est également apparue dans des campagnes publicitaires pour Givenchy, Gucci, Calvin Klein, David Yurman, Chanel, Fendi, Karl Lagerfeld, Miu Miu, Marc Jacobs, Tiffany & Co., Bottega Veneta, Missoni, Michael Kors, Dsquared2, Moschino, Gap, Lacoste, Roberto Cavalli, Rag & Bone, Versace, United Colors of Benetton, Stella McCartney, Alexander Wang, H&M, Hugo Boss, ETAM, Stuart Weitzman, Giambattista Valli, Estée Lauder et d'autres.
Elle a défilé pour Victoria's Secret de 2011 à 2016.
En 2018, son salaire annuel est estimé à 8,5 millions de dollars selon Forbes.
Elle est l'une des personnalités à participer au dernier défilé de Jean-Paul Gaultier en janvier 2020 telles Coco Rocha, Amanda Lear, Mylène Farmer, Rossy de Palma, Dita von Teese et Estelle Lefébure,.

## Filmographie
- 2018 : Petits coups montés (Set It Up) de Claire Scanlon : Suze